# Dogs-Leg-Fjord
Der Dogs-Leg-Fjord (von englisch dog leg ‚Hundebein‘; in Argentinien Fjordo Pata de Perro, in Chile Seno Pata de Perro) ist ein 10 km langer und bis zu 2,5 km breiter Fjord an der Fallières-Küste des Grahamlands auf der Antarktischen Halbinsel. Er liegt nördlich der Da-Forno-Halbinsel und geht östlich von Ridge Island in den Bourgeois-Fjord über. Seine Einfahrt wird nach Norden durch das Bottrill Head begrenzt.
Entdeckt wurde er bei der British Graham Land Expedition (1934–1937) unter der Leitung des australischen Polarforschers John Rymill. Benannt ist er deskriptiv nach seiner Form.